# Herbert Gruber (Bobfahrer)
Herbert Gruber (* 9. November 1942 in Köln, Deutschland) ist ein ehemaliger österreichischer Bobfahrer.

## Karriere
Zusammen mit Reinhold Durnthaler, Josef Eder und Erwin Thaler nahm er an den Olympischen Spielen 1968 in Grenoble teil. Das Team errang die Silbermedaille im Viererbob, während die zweite Mannschaft mit Manfred Hofer, Karl Pichler, Hans Ritzl, Fritz Dinkhauser nur auf den 13. Platz fuhr.
Bereits bei den Olympischen Winterspielen 1964 in Innsbruck war Gruber zusammen mit Paul Aste, Andreas Arnold und Hans Stoll angetreten und hatte dort eine 7. Platzierung erreicht. 1967 errang er dann mit dem Team Reinhold Durnthaler, Erwin Thaler und Adolf Koxeder bei den Europäischen Meisterschaften die Silbermedaille; die Weltmeisterschaften wurden in diesem Jahr wegen zu hohen Temperaturen nicht ausgetragen. Bei der Bob-Weltmeisterschaft 1971 in Cervinia, Italien errang er zusammen mit Josef Oberhauser die Bronzemedaille.
Er trat nochmals bei den Olympischen Winterspielen 1972 in Sapporo an, wo er mit Josef Eder, Utz Chwalla und Josef Oberhauser in den beiden Wettbewerben jedoch nur einen 6. und einen 8. Platz erringen konnte.
Bei der Bob-Weltmeisterschaft 1975 in Cervinia errang er zusammen mit Johann Schüssling, Gerd Zaunschirm und Fritz Sperling den 4. Platz.